# Natalia Kostenko
Natalia Kostenko – polska reżyserka, scenarzystka i producentka.

## Filmografia

### Film fabularny
- 2008–2011: Ojciec Mateusz (asystent reżysera – seria VIII)
- 2009: Ojciec Mateusz (obsada aktorska – młoda dziewczyna, odc. 13 pt. Wypadek)
- 2010: Zagraj ze mną (kostiumy, klapser)
- 2011: Ojciec Mateusz (obsada aktorska, odc. 83 pt. Zastępstwo)

### Etiudy szkolne
- 2008: Laleczka (realizacja)
- 2009: Królewna (obsada aktorska)
- 2009: Koniec / Początek (reżyseria, scenariusz)
- 2010: Powrót (reżyseria, scenariusz)
- 2010: Koniec świata (reżyseria, scenariusz)
- 2010: Dziewczyna z podwórka (obiektywy)

### Krótki metraż, dokument, animacja
- 2010: Co mogą martwi jeńcy (współpraca dokumentacyjna, kierownictwo produkcji)

## Nagrody
- 2011: Międzynarodowy Festiwal Kina Autorskiego „Quest Europe” (Zielona Góra) – nagroda „Damskie Skrzydło” za Koniec świata
- 2011: The New York Polish Film Festival (Nowy Jork) – nagroda „Ponad Granicami” dla najlepszego filmu dokumentalnego za Co mogą martwi jeńcy[jaki jest związek bohaterki biogramu z tą produkcją i nagrodą?]

## Życie prywatne
Jest córką reżysera Andrzeja Kostenki.